# Abdulwahab al-Safi
Abdulwahab Ali Abdulwahab Husain Al Safi (ur. 13 kwietnia 1987) – bahrajński piłkarz występujący na pozycji pomocnika w drużynie Al-Ahli.

## Kariera piłkarska
Abdulwahab Al Safi jest zawodnikiem Al-Ahli, a wcześniej występował w barwach Al-Ittihad i Busaiteen. W 2009 zadebiutował w reprezentacji Bahrajnu. W 2011 został powołany do kadry na Puchar Azji rozgrywany w Katarze. Jego drużyna zajęła 3. miejsce w grupie i nie awansowała do dalszej fazy.